# Encore (album Eminema)
Encore – piąty solowy, legalny album Eminema, amerykańskiego wykonawcy hip-hop. Album miał wyjść na sprzedaż 16 listopada 2004 (zob. 2004 w muzyce), ale ukazał się w sprzedaży 12 listopada, z powodu nielegalnego pojawienia się albumu w Internecie.
Nagrania w Polsce uzyskały certyfikat złotej płyty.

## Opisy niektórych utworów
- Hitem okazał się kontrowersyjny utwór „Just Lose It” obrażający Michaela Jacksona.
- „Mosh” to piosenka, w której raper sprzeciwia się polityce prowadzonej przez prezydenta USA - George'a W. Busha. Teledysk do tego utworu ukazał się w Internecie tuż przed wyborami prezydenckimi w USA.
- „Mockingbird” to utwór, w którym Eminem opisuje swoje uczucia do córki Hailie Jade. Jest jedynym utworem, podczas którego pisania Eminem się wzruszył, jak sam twierdzi.
- Wydany w 2024 roku dwunasty album rapera The Death of Slim Shady (Coup de Grâce) zawiera utwór „Brand New Dance”, który został nagrany w 2004 roku z myślą o wydaniu go na Encore pod nazwą „Christopher Reeve” jako odniesienie w stronę aktora Christophera Reeve'a grającego rolę Supermana oraz jego kariery, jednak z powodu śmierci aktora nieco ponad miesiąc przed planową datą wydania Encore, utwór został pominięty i w zmienionej wersji wydany na The Death of Slim Shady (Coup de Grâce).

## Lista utworów
| Nr  | Tytuł utworu                                             | Producent            | Długość |
| --- | -------------------------------------------------------- | -------------------- | ------- |
| 1.  | „Curtains Up (skit)”                                     |                      | 0:46    |
| 2.  | „Evil Deeds”                                             | Dr. Dre              | 4:19    |
| 3.  | „Never Enough (gośc. 50 Cent i Nate Dogg)”               | Dr. Dre, M. Elizondo | 2:39    |
| 4.  | „Yellow Brick Road”                                      | Eminem, L. Resto     | 5:46    |
| 5.  | „Like Toy Soldiers”                                      | Eminem, L. Resto     | 4:56    |
| 6.  | „Mosh”                                                   | Dr. Dre, M. Batson   | 5:17    |
| 7.  | „Puke”                                                   | Eminem, L. Resto     | 4:07    |
| 8.  | „My 1st Single”                                          | Eminem, L. Resto     | 5:02    |
| 9.  | „Paul (skit)”                                            |                      | 0:32    |
| 10. | „Rain Man”                                               | Dr. Dre              | 5:14    |
| 11. | „Big Weenie”                                             | Dr. Dre              | 4:26    |
| 12. | „Em Calls Paul (skit)”                                   |                      | 1:11    |
| 13. | „Just Lose It”                                           | Dr. Dre, M. Elizondo | 4:08    |
| 14. | „Ass Like That”                                          | Dr. Dre, M. Elizondo | 4:25    |
| 15. | „Spend Some Time (gośc. Obie Trice, Stat Quo i 50 Cent)” | Eminem, L. Resto     | 5:10    |
| 16. | „Mockingbird”                                            | Eminem, L. Resto     | 4:10    |
| 17. | „Crazy in Love”                                          | Eminem, L. Resto     | 4:02    |
| 18. | „One Shot 2 Shot (z D12)”                                | Eminem, L. Resto     | 4:26    |
| 19. | „Final Thought (skit)”                                   |                      | 0:30    |
| 20. | „Encore/Curtains Down (gośc. Dr. Dre i 50 Cent)”         | Dr. Dre, M. Batson   | 5:48    |
|     |                                                          |                      | 1:16:54 |

| Edycja deluxe | Edycja deluxe     | Edycja deluxe    | Edycja deluxe |
| Nr            | Tytuł utworu      | Producent        | Długość       |
| ------------- | ----------------- | ---------------- | ------------- |
| 1.            | „We As Americans” | Eminem, L. Resto | 4:36          |
| 2.            | „Love You More”   | Eminem, L. Resto | 4:42          |
| 3.            | „Ricky Ticky Toc” | Eminem, L. Resto | 2:49          |
|               |                   |                  | 12:07         |